# Tramway sur pneumatiques
Ne doit pas être confondu avec Autobus guidé ou Métro sur pneumatiques.
Le tramway sur pneumatiques, appelé également transport léger guidé (TLG), ou abrégé tram sur pneu, est un type de tramway, ayant la particularité d'utiliser un roulemment sur pneumatiques, tout en étant guidé par un rail central. Certains modèles peuvent se débrayer de leurs infrastructures ferroviaires et électriques. Il fait partie de la famille des nouveaux systèmes intermédiaires.

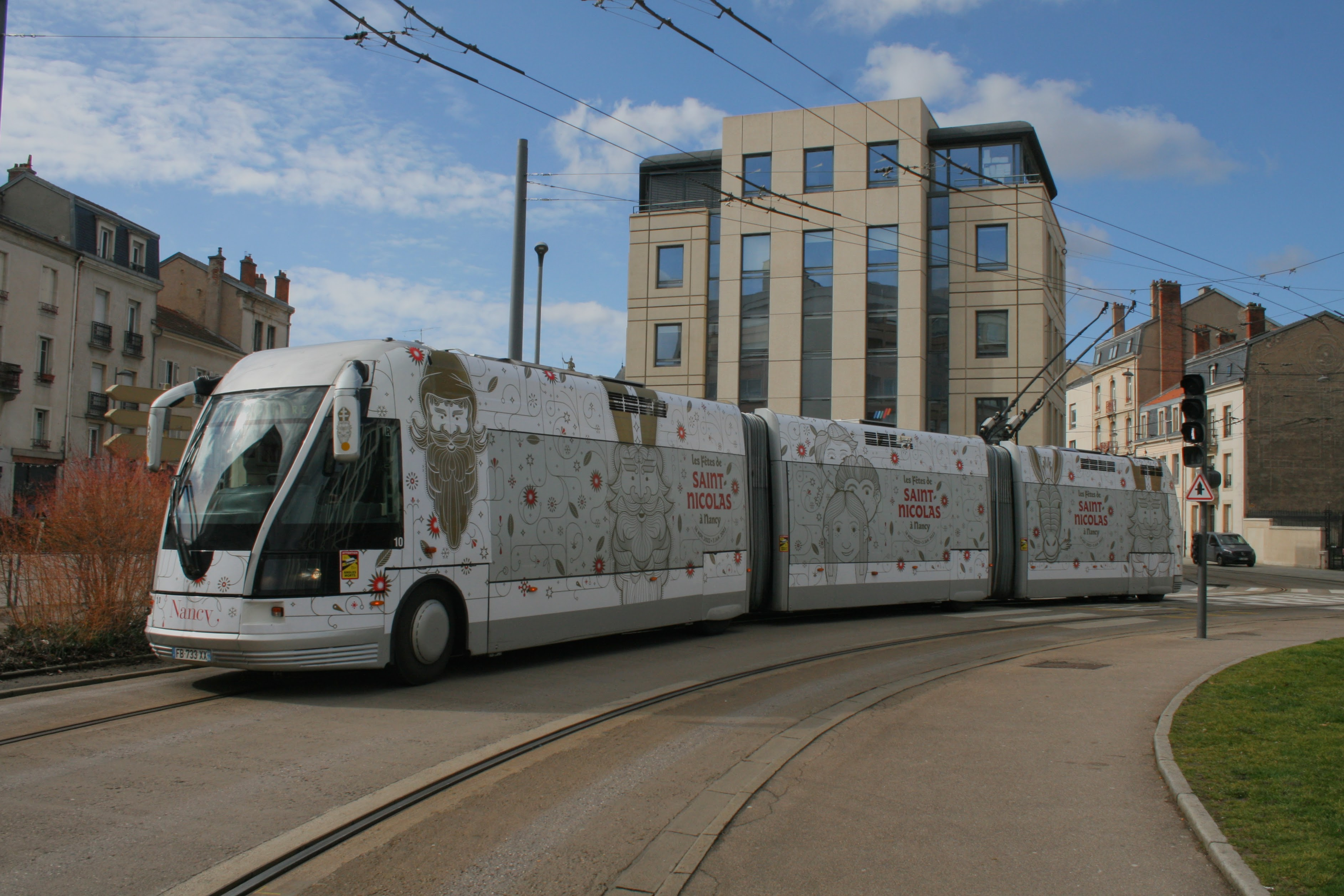
Un TVR de Nancy arrivant à la station Division de Fer, avec un pelliculage représentant les fêtes de la ville, Saint Nicolas.

Il se différencie du tramway fer et du tram-train par le fait qu'il ne possède qu'un rail et qu'il possède un roulement sur pneu. Il ne doit pas non plus être confondu avec la famille des autobus guidés, dont l'alimentation ne se fait que rarement par voie aérienne, ni avec les métros sur pneumatiques qui malgré un roulement sur pneumatiques ne sont pas des véhicules routiers car circulant en site indépendant de la chaussée, et ne possédant pas d'immatriculation routière contrairement à certains modèles de tramway sur pneu.
Il ne doit pas être confondu avec les système de bus par guidage optique ou par guidage magnétique.

## Définition
1. Ligne ou réseau de véhicules sur pneumatiques à guidage par rail central.
2. Véhicule qui circule sur ce type de ligne ou réseau.

## Historique du concept
Le tramway, qui avait presque disparu en France dans les années 1960 (ne persistait qu'une ligne à Marseille, une ligne à Saint-Étienne et le tramway du Grand Boulevard entre Lille Roubaix et Tourcoing), est revenu sur la scène urbaine au milieu des années 1980, d'abord à Nantes, puis Grenoble, puis dans plusieurs autres villes françaises. Synonyme de transport moderne, efficace, confortable, rapide et silencieux, comme de modernisations urbaines décisives (espaces piétonniers, plantations d'arbres, réaménagements de places...), il est maintenant reconnu et apprécié du public.
Depuis quelques années, on assiste à une innovation technique importante orientée vers des systèmes hybrides, dans l'espoir de tirer parti des avantages du tramway sans en subir toutes les contraintes.
Un premier prototype sort des cartons de "La Brugeoise et Nivelles" en 1985, et est testé pour la première fois en deux exemplaires sur une voie d'essais spécialement construite à proximité du Parc des expositions de Bruxelles. À la suite de cette expérimentation, l'entreprise décide d'installer en 1987 une autre voie d'essais entre Rochefort, Jemmele, Han-sur-Lesse et Lessive. Elle reprend l'assiette ferroviaire d'une ancienne ligne de la SNCB, et sera exploitée durant une dizaine d'années.

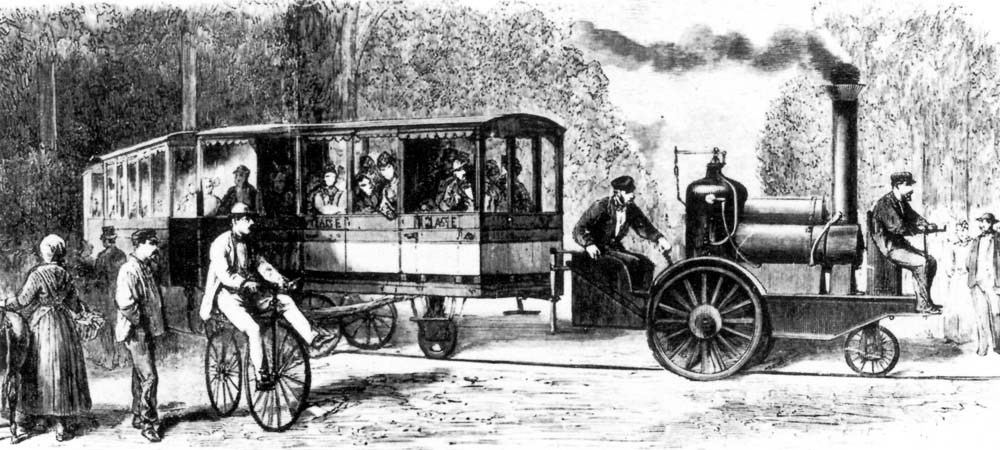
Le monorail Larmanjat.

Ce système est directement inspiré du monorail Larmanjat, dont une ligne fut mise en service entre Le Raincy et Montfermeil, en 1868. Le système ne fut pas un succès.
À la suite de ces essais, la ville de Caen choisit le tramway sur pneu en 1994, et reçoit une maquette du véhicule (à l'échelle 1:1), ainsi qu'une maquette du système de guidage, qui seront présentées au public au pied du château de Caen.
En 1996, Bombardier entreprend la fabrication du premier prototype du TVR qui sera nommé "ANF 501000/A1" reprenant les spécifications du réseau de Caen. Il est mis au point pendant plusieurs mois sur le site du GLT de Jemelle. En 1997, sera essayé sur le site du Trans-Val-de-Marne à Thiais. La ville de Nancy passe commande, et son système sera mis en place deux ans avant celui de Caen. 

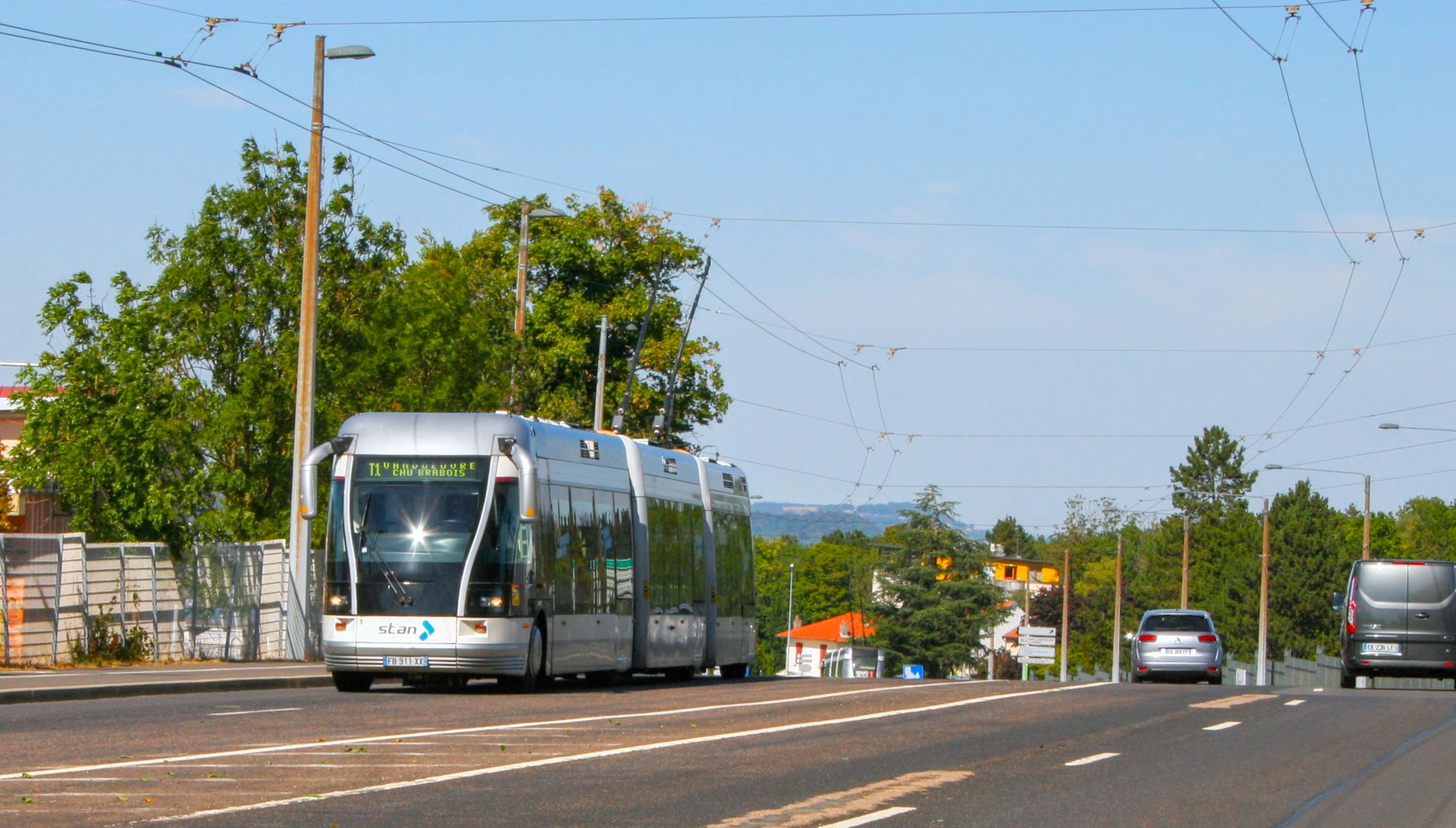
Un TVR du système de Nancy en fonctionnement sur une partie non guidée du parcours, sur le plateau de Brabois.

Ainsi est né pour le réseau de Nancy, un tel système réutilisant les lignes aériennes de contact de l'ancien réseau de trolleybus de Nancy. Les rames sont fabriquées dans l'usine ANF de Crespin dans les Hauts-de-France et sont livrées de 1999 à 2000. La ligne guidée sur plus de 60% du parcours est inaugurée le 8 décembre 2000,. Le véhicules possèdent des perches à la place d'un pantographe, et requièrent l'utilisation donc des bifilaires au lieu de caténaires (afin de pouvoir exploiter le véhicule en mode routier-électrique, ce qui demeure impossible avec un pantographe, et afin de réutiliser une partie des anciennes installations électriques de l'ancien trolleybus) et possèdent une robe grise et blanche.
Le caractère polyvalent de ce véhicule permet de l'utiliser successivement comme :
- un bus diesel-électrique, en mode autonome non guidé ;
- un trolleybus, en mode non-guidé (avec alimentation par perches) ;
- un tramway électrique pouvant s'affranchir des lignes aériennes.

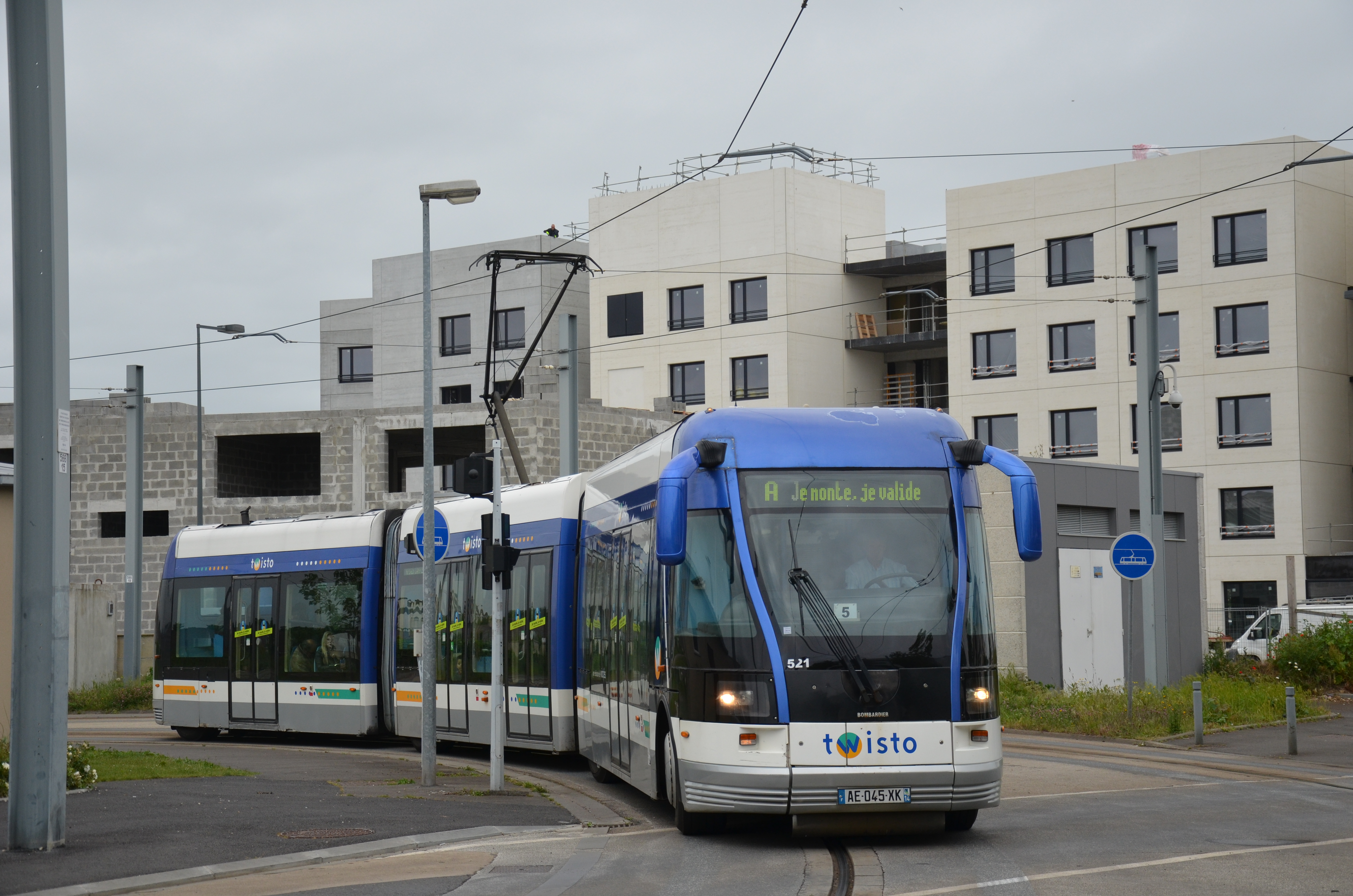
Un TVR du système de Caen.

Les deux lignes du système de Caen sera inauguré le 15 novembre 2002. Les rames fabriquées à Crespin utilisent lui un pantographe et des caténaires de la même façon que le prototypes. Le guidage est exploité sur la totalité des voies commerciales, seules les routes jusqu'au dépôt sont dépourvues de rail et de caténaires. Les véhicules arborent une robe bleue et blanche, ainsi qu'un intérieur et des sièges bleutés.
En raison de son infrastructure électrique de type tramway, il ne peut se mouvoir électriquement lorsqu'il n'est pas engagé sur l'infrastructure de guidage.

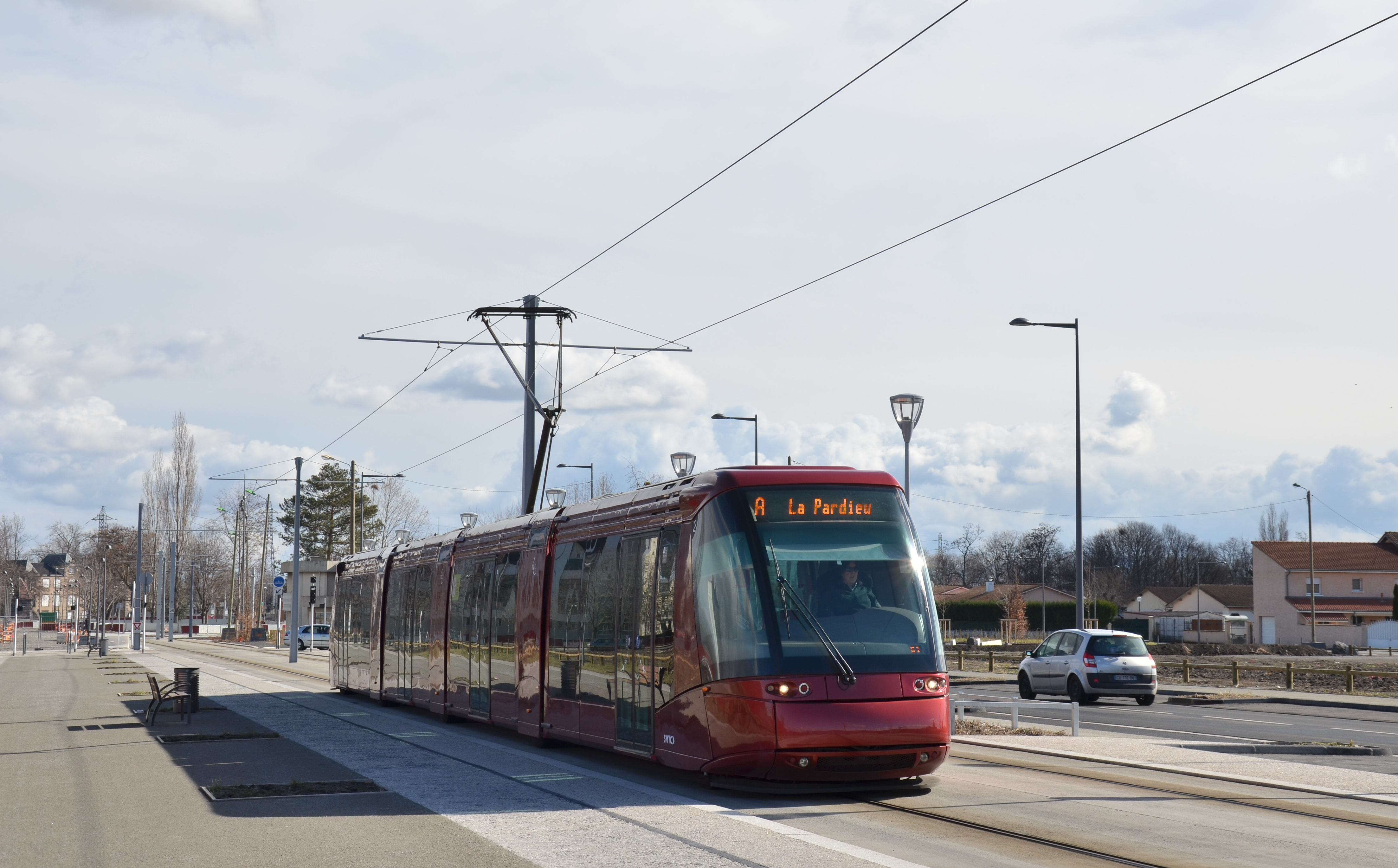
Un TransLohr de Clermont-Ferrand.

En 2006, Lohr Industries débute la commercialisation de son modèle de tramway sur pneu concurrent, le TransLohr.  Il s'agit d'un tramway sur pneu similaire à celui de son concurrent, à la différence qu'il est bidirectionnel et que les essieux (ou bogie) se trouvent au centre de l'articulation. Lohr teste un prototype de TransLohr débrayble sur le TVM, mais se rend compte des grandes difficultés de mise au point de ce système chez son concurrent. L'entreprise décide alors d'abandonner le système de relevage des galets de guidage, le tramway devient alors prisonnier de son infrastructure tel un tramway classique. Plusieurs commandes s'enchainent, et Lohr rafle le marché du tramway sur pneus en France et à l'étranger.
En 2012, Lohr est racheté par Alstom, et le produit est renommé « NTL TransLohr » (New TransLohr).
Après les mises en service cahotiques des systèmes de Nancy et Caen, Bombardier fait disparaitre définitivement le TVR de son catalogue.
Après mise en place d'un plan de remplacement du matériel, les villes de Caen et de Nancy celles-ci décident de stopper l'exploitation du TVR, respectivement en 2017 et en 2023.

## Appellation "tramway"

### Dénomination
L'appellation "tramway" de ces systèmes intermédiaires, bien que contestable en certains points - car le tramway est défini à l'origine par la voie ferrée sur laquelle il roule, celui-ci roule sur la chaussée avec des pneumatiques et possède une infrastructure particulière - est justifiée par l'origine prototypique des véhicules (caisses et portes de type tram, appareils de toitures spécifique au ferroviaire...) et par l'utilisation quasi exclusive d'un pantographe (sauf sur le modèle de Nancy). De plus, le producteur Bombardier n'a jamais produit d'autobus ni quelconque véhicule routier, mais ne fabrique que des tramway fer et des trains.

### Homologation
Les tramways sur pneus à guidage mécanique étant considérés comme des tramways juridiquement, ils sont soumis à la réglementation ferroviaire. Ils sont contrôlés par la STRMTG (Service Technique des Remontées Mécaniques et Transports Guidés). Du fait de leur caractère débrayable et de sa capacité à se déplacer hors des infrastructures, le TVR de Bombardier dut se soumettre également au code de la route, au contrôle des Mines, et être immatriculé, ainsi que posséder tous les attributs routier d'un autobus (feux, autocollants angle morts, contrôle technique poids lourd...).

### Souplesse du materiel
Suivant les besoins de l'exploitant, le choix pourra être fait de n'exploiter qu'une ou plusieurs de ces possibilités :
- sans guidage : 
  - traction autonome (diesel-électrique) ;
  - traction électrique avec alimentation par perches.
- avec guidage :
  - traction autonome (diesel-électrique) (en l'absence de tension à la caténaire, ou de plaque d'emperchage) ;
  - traction électrique, par perches ou pantographe :
    - le choix du pantographe détermine une caténaire beaucoup plus légère, (simple et sans parties rigides courbes dans les virages) mais interdit l'alimentation électrique sur les portions non guidées,
    - le choix des perches s'impose pour bénéficier de la traction électrique sur les portions non-guidées (cas du tramway de Nancy, dont les fortes déclivités se situent hors guidage). La caténaire sera alors plus lourde, car double.

## Description technique
Le transport routier guidé est guidé soit par un galet suivant un rail central (guidage mécanique), soit par une cellule optique suivant un trait tracé sur son chemin (guidage optique), soit par des plots magnétiques implémentés dans le sol. On peut en distinguer trois degrés : 

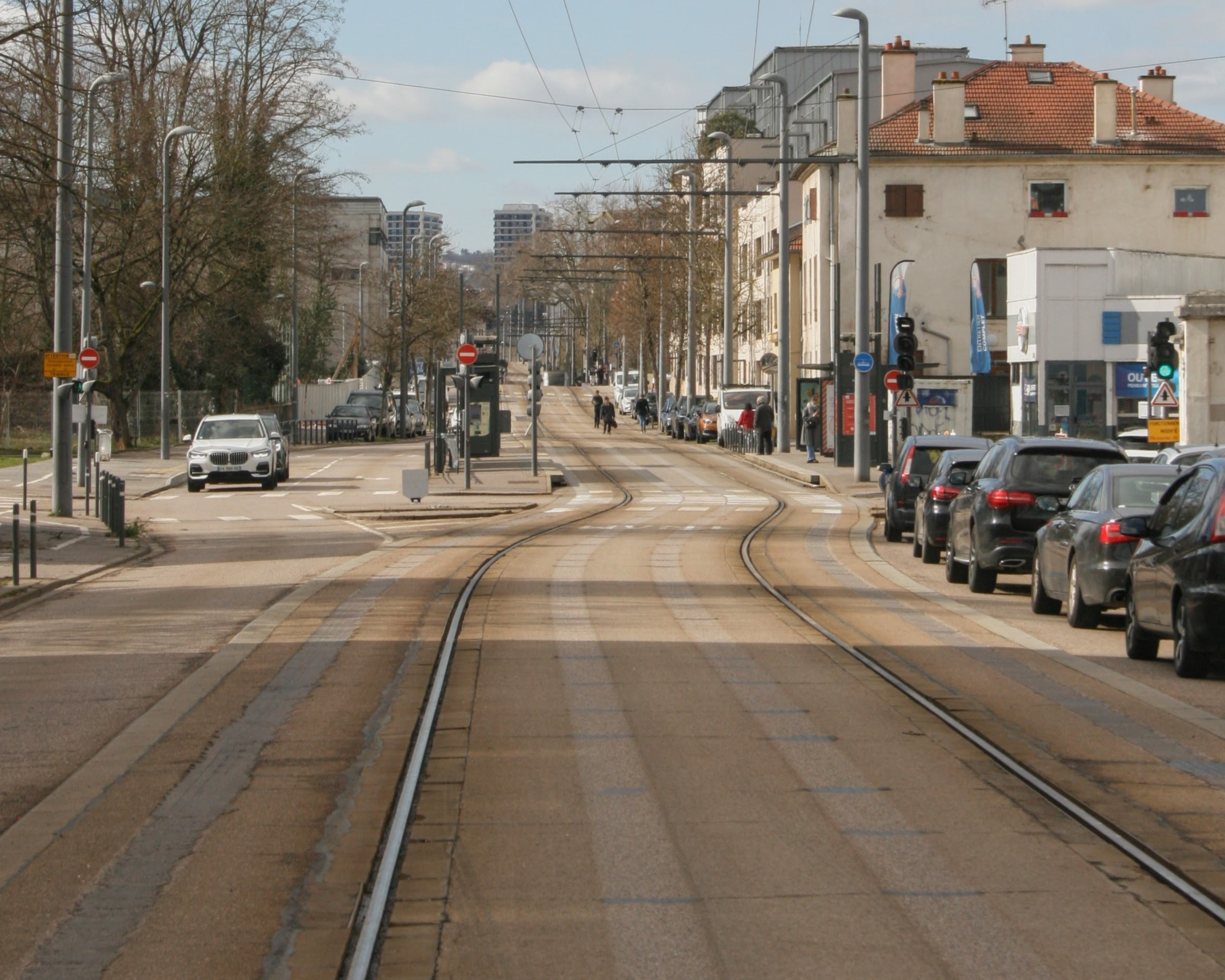
La voie du système TVR à Nancy, non loin de la station Cristalleries.

### Guidage rail central débrayable avec caisse de conception tramway classique
C'est le système anciennement exploité à de Nancy ou à Caen par exemple. La tourelle de guidage reliant les deux galets d'un essieu est reliée par deux barres au système de direction des roues. Ces roues sont débrayés du système de direction hydraulique lorsque le véhicule est guidé par le rail central, et vice-versa. Ce véhicule peut s'affranchir du rail.

### Guidage rail central non-débrayable avec caisse de conception tramway classique
Le système est basé sur le rail central et le véhicule est conçu pour ne fonctionner qu'avec ce rail (exemple : ligne A du tramway de Clermont-Ferrand ou lignes T5 et T6 du tramway d'Île-de-France). À ce titre, cette technique est celle qui se rapproche plus du tramway classique sur fer.

Son moteur principal est électrique. La prise de courant se fait généralement par pantographe et caténaire.

Schéma du système de guidage du TVR, la roue (en rouge) peut se soulever et ainsi se libérer du rail de guidage (en vert) pour circuler sur le réseau routier classique.
Schéma du système de guidage du Translohr. On remarque que les roues (en rouge) ne peuvent pas se libérer du rail de guidage (en vert) et sont en conséquence non débrayables.

### Guidages alternatifs avec chassis d'autobus
Les véhicules guidés possédant un guidage non mécanique sont construits sur la base de châssis d'autobus de série. Ils ne font pas partie du milieu ferroviaire puisque qu'il s'agit de bus dont le guidage s'effectue électroniquement. Il existe deux types de guidages :

#### Le guidage optique
Les véhicules à guidage optique utilisent une caméra fixée à l'avant du bus lisant un marquage au sol sur la voie. Cette caméra envoie les informations visuelles à l'ordinateur de bord qui gère le système de direction du bus. La giration est donc plus douce, ce qui facilite l'accostage aux arrêts, et augmente la vitesse d'exploitation.
Il est développé par Matra et Renault à partir de 2000, et est commercialisé par Irisbus sur son Civis. Il fonctionne notamment sur le réseau Astuce. Le système aura démontré ses failles, en perdant régulièrement la trace, il subira de nombreuses difficultés d’homologation, ce qui empêchera son utilisation hors de l'accostage aux arrêts.

#### Le guidage magnétique
Les véhicules à guidage magnétique utilisent un ordinateur de bord dans lequel a été préalablement enregistré le tracé des lignes commerciales, appuyé par un système de plot magnétique intégré dans le sol tous les 4 à 5 mètres, reconnus par des capteurs sous le bus, qui vont corriger en permanence la trajectoire du véhicule. Ce système permet une vitesse d'exploitation plus rapide, et une meilleurs maniabilité des véhicules longs (les essieux arrières peuvent être directeurs).
Il est développé par VDL sous le consortium APTS dès 2004, et le système est nommé Phileas. Le système aura démontré ses failles, ayant de nombreuses difficultés de coordination entre l'ordinateur de bord et le guidage, et il subira de nombreuses difficultés de mise en service. Cela empêchera son homologation. Le système de Douais a de fait été abandonné.

## Avantages

### Coût

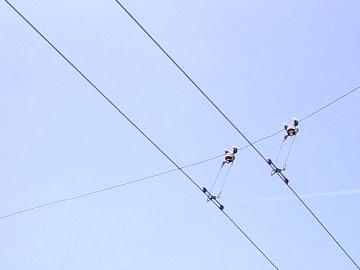
Lignes aériennes de contact de trolleybus.

Ce système représente un coût d'investissement potentiellement moindre que celui d'un tramway classique : l'économie réalisée dépend beaucoup de la technique utilisée. En effet, les deux réseaux TVR ont des coûts de 13,6 M€/km pour Nancy et 12,1 pour Caen. À l'inverse, le TransLohr de Clermont-Ferrand a coûté 20,7 M€/km. Sachant qu'en France le coût moyen d'un kilomètre de tramway est de 22,6 M€[réf. nécessaire] (la ville de Besançon est parvenue à construire un tramway fer pour 17 M€/km), seule la technique TVR se vérifie comme étant moins coûteuse à l'investissement[précision nécessaire].
Une autre question posée est celle des coûts d'entretien, qui seraient au moins aussi élevés sur les tramways sur pneus que sur les tramways sur fer[réf. souhaitée]. Il semblerait, au moins pour le TVR, que les coûts soient supérieurs à ceux attendus mais toujours inférieurs à ceux d'un tramway sur fer. Problème : peu de données statistiques existent sur ces questions, et il est donc difficile de trancher.

### Changement de parcours

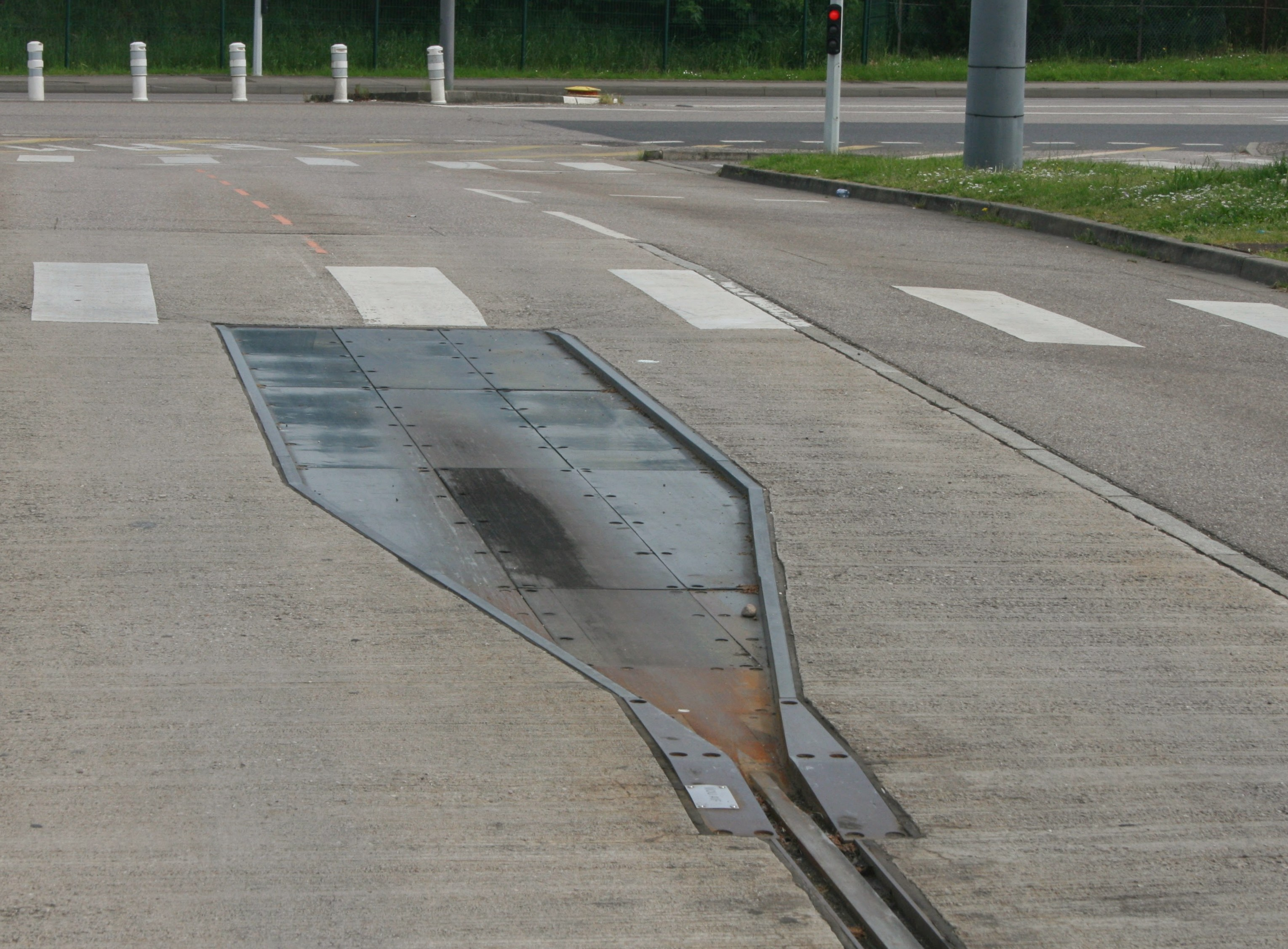
Appareil de voie permettant l'insertion sur le rail appelé plaque de droppage sur le système TVR de Nancy.

Pour certains types de véhicules, il offre également la possibilité à la rame de quitter ponctuellement le tracé initial en cas d'obstacle sur le parcours (panne du véhicule précédent, par exemple, utilisation du dépôt Bus ou d'un dépôt hors agglomération). Cette débrayabilité reste intéressante pour les communes, comme Nancy, qui ne peuvent se permettre (pour des raisons politiques — refus de certaines communes — et géographiques — forte densité urbaine —) d'avoir un site propre sur l'intégralité du parcours. Ainsi, le tramway sur pneus peut se comporter comme un trolley classique (si ce n'est sa taille), en s'insérant dans la circulation. Le poids élevé (38 tonnes à charge maximale) et la faible garde au sol des véhicules nécessitent toutefois des aménagements routiers. Cet avantage n'est pas exploitable avec le Translohr, qui n'est pas débrayable et ne peut fonctionner sans rail, tout comme un engin ferroviaire classique.
Conséquence directe de la débrayabilité et facteur de moindre coût, la possibilité  de quitter le parcours initial à l'occasion de travaux dispense de dévier les réseaux enterrés (eau, gaz, électricité) lors de l'aménagement de la voie de tramway.

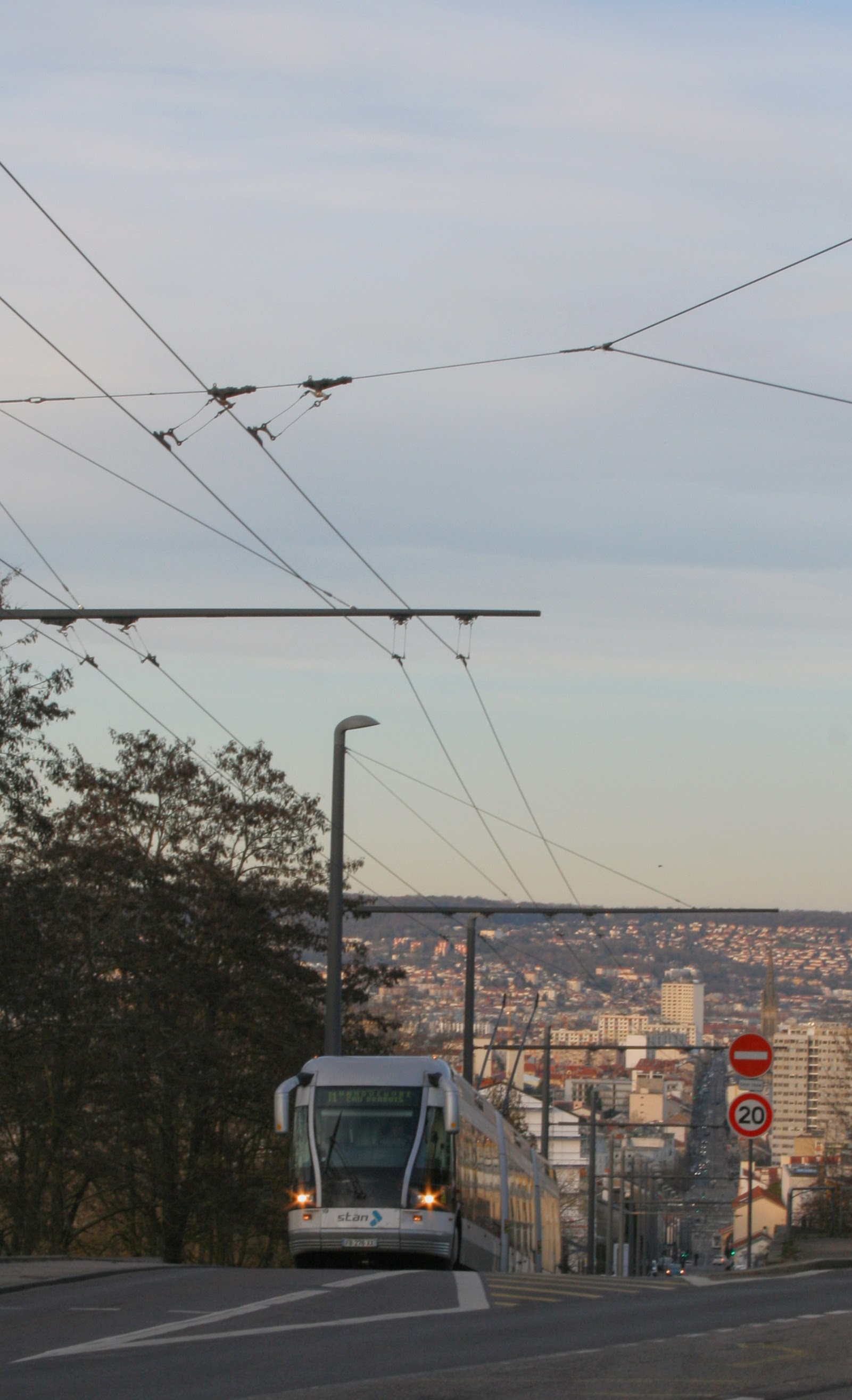
Un TVR de Nancy franchissant la zone la plus abrupte de la côte de Brabois, à Vandœuvre-lès-Nancy.

### Franchissement de rampes
De plus, circulant sur pneus, ces rames sont capables de franchir des rampes inaccessibles au tramway classique sans surcoûts, jusqu'à 130 millimètres par mètre, selon les constructeurs[réf. nécessaire]. Cet argument est également contesté, en se fondant par exemple sur le tramway de Lisbonne (ligne 28) qui gravissent des rampes de 135 millimètres par mètre, sans aucune crémaillère. Les villes de Lausanne, du Havre et de Rouen ont eu, avant leurs suppressions, des lignes de tramway avec des rampes similaires à celles de Lisbonne.
L'avantage du tramway sur pneus, par rapport au tramway classique, est de ne pas nécessiter d'adaptations techniques particulières pour gravir ces déclivités. De fait, ces adaptations sont coûteuses, et puisqu'elles ne sont pas nécessaires sur le tramway sur pneus, celui-ci profite d'un avantage de coût.
Un autre avantage annoncé du tramway sur pneus est la meilleure adhérence au sol qui permet à ces véhicules une meilleure accélération et un freinage plus efficace.

## Inconvénients

### Mode de guidage

#### Guidage mécanique
En mode guidé, le confort est très décevant puisque la chaussée s'ornière très rapidement. La bande de roulement en mode guidé est souvent fracturée avec des nids-de-poule, ce qui nécessite un rechargement régulier de la chaussée avec un produit bitumineux spécifique dont la planéité est bien moindre que celle de la chaussée originelle. La recharge régulière en métal du rail crée des irrégularités sur celui-ci entrainant un jeu entre le galet de guidage et le rail. Cela engendre de nombreuses vibrations et des bruits aussi bien à l'intérieur qu'à l’extérieur des véhicules.
Les véhicules sont de fait plus silencieux et confortables en mode routier.

#### Guidage électronique
Le confort est très bon et est comparable à celui d'un bus conduit par un chauffeur émérite. La trajectoire d'entrée en station est souple et sans à-coups. La mise à quai est précise et la montée des voyageurs, des poussettes et des personnes à mobilité réduite en est facilitée. La sécurité est améliorée, le système recalant automatiquement sur sa trajectoire un véhicule qui, en conduite manuelle, s'en serait écarté.
En cas d'urgence, le conducteur peut éviter un obstacle ou un piéton en donnant un coup de volant, ce qui débraye automatiquement le système. Cette possibilité de manœuvre d'évitement d'urgence est exclue sur les véhicules à guidage mécanique (tramways sur pneus ou sur fer), qui sont prisonniers de leurs rails.
Du fait de la précision de la trajectoire, des ornières peuvent également se former, mais les conséquences sont moins grandes que sur les systèmes à guidage mécanique puisqu'il n'y a aucune interaction mécanique entre le système de guidage et les organes de roulement (roues). Cela n'est pas le cas pour les tramways à guidage mécanique. Une différence de nivellement entre les roues et le rail de guidage peut induire des efforts d'arrachement sur le rail.

### Roulement sur pneumatiques

#### Secousses
Comme pour les métros sur pneumatiques, les petits trains touristiques (encore plus accentué par les irrégularités éventuelles du terrain) ou tous les moyens de transport qui utilisent de nombreuses roues équipées de pneus, le confort des passagers est moindre qu'avec des roues métalliques sur rails, l'élasticité des pneus engendrant des secousses régulières continuelles durant les parcours.
Ce système a été adopté par les réseaux de Nancy et de Caen, qui connaissent des difficultés, qui ont occasionné plusieurs interruptions du service, parfois pour des périodes de plus de 8 mois pour Nancy.
C'est pourquoi la mise en service le 13 novembre 2006 (l'ouverture de la ligne étant repoussée d'un mois à la suite d'un déguidage au cours d'essais le 2 octobre 2006) du projet de tramway sur pneus de Clermont-Ferrand, qui a fait le choix d'un autre constructeur (Translohr), a été attendue par beaucoup d'autres collectivités et spécialistes pour vérifier la fiabilité du système.
Le fait que Clermont-Ferrand soit la capitale de l'industrie française du pneumatique, grâce à la firme Michelin qui y est implantée, n'est cependant pas indifférent à la préférence d'un tramway sur pneus, au lieu d'un tramway sur fer.
L'utilisation de pneus sur une chaussée contraint également de saler cette dernière en cas de verglas ou de neige, ce qui n'est pas nécessaire avec le rail.

### Coût d'exploitation
Un inconvénient supplémentaire est en train de se faire jour : à l'exploitation, ce type de ligne serait plus chère que ce qui était prévu. Ce serait dû à l'usure rapide des galets de guidage et du rail associé, au phénomène d'orniérage prononcé de la chaussée, à l'usure rapide des pneus et à la consommation d'énergie plus élevée, due au frottement du roulement sur pneu (presque le double que pour le roulement sur fer).

### Choix d'un mode guidé débrayable

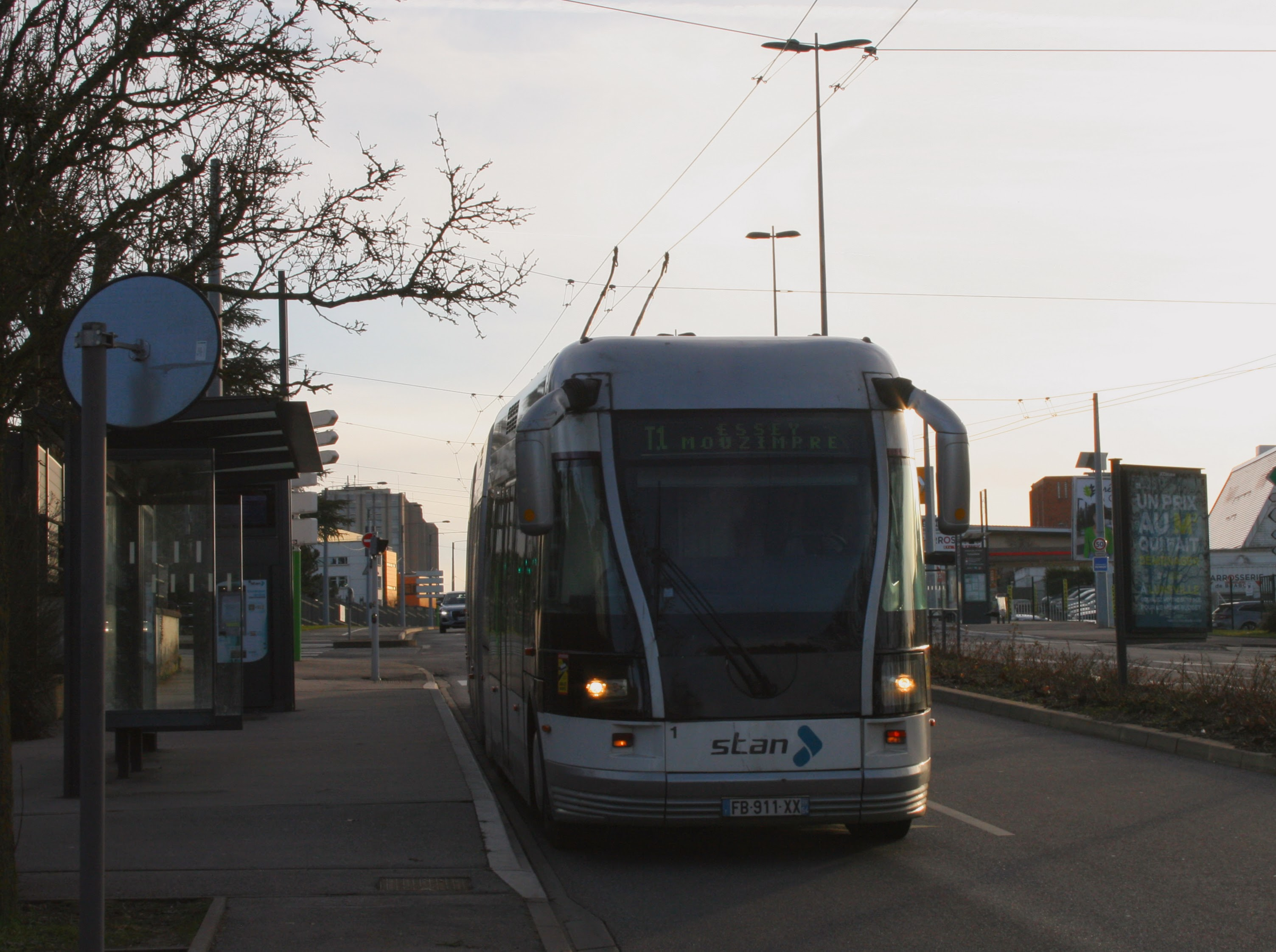
Une rame du TVR de Nancy. en fin d'échange-voyageurs à l'arrêt Faisanderie à Vandœuvre-lès-Nancy en mode routier. On voit bien la différence entre le quai et le véhicule.

Le choix d'un bimode guidé/non-guidé contraint d'adopter le système d'alimentation des trolleybus : une paire de perches à la place du pantographe, et donc des lignes de contact beaucoup plus lourdes : doubles au lieu de simples et multiplication des points de suspension dans les courbes et ajout de parties rigides cintrées pour éviter le déperchage. Au contraire d'un pantographe, qui peut être remis en contact à n'importe quel point du réseau, le tramway sur pneus à perches ne peut repercher qu'à des endroits prédisposés munis d'entonnoirs, qui ne garantissent pas le reperchage systématique. En effet, les « ficelles » des trolleybus classiques ont été supprimées, et le conducteur ne dispose plus de la possibilité d'un reperchage manuel.
La garde au sol extrêmement faible (comme sur un tramway standard) réclame, en mode non-guidé, des parcours avec une chaussée d'une excellente planéité. La présence d'un dos d'âne, comme un changement de déclivité comme à Nancy, juste au-dessus de la station Saint-André peut provoquer des contacts intempestifs de la caisse avec le sol.
La présence d'une exploitation en mode routier des véhicules impute des problèmes d'accessibilité aux personnes à mobilité réduite, du fait du non accostage précis des véhicules lorsqu'ils ne sont pas guidés par un rail, du fait de l'absence de plaque accessibilité pour les fauteuils roulants.

### Limitation de taille des rames

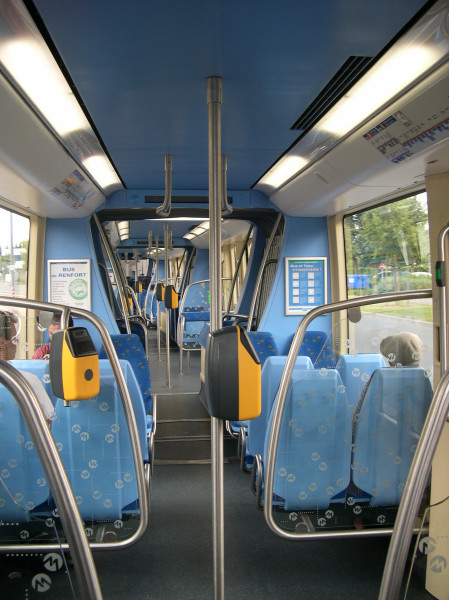
L'intérieur d'une rame de TVR à Caen.

Les systèmes à pneus sont liés aux contraintes des transports routiers (« Mines »), qui limitent la longueur et les masses à vide et en charge des véhicules. Une rame sur pneus (routière) ne peut être allongée, contrairement à un tramway traditionnel fer/fer (ferroviaire) (comme le réseau de Montpellier).
Le tramway T6, qui parcourt le trajet de Châtillon-Montrouge à Viroflay, de longue taille, car étant composé d'un nombre important de voitures (6), donne toutefois pleinement satisfaction.[réf. nécessaire]
L'augmentation de la capacité d'une ligne ne peut donc se faire que par l'augmentation de la fréquence. Lors d'une sortie ou entrée d'établissement scolaire ou universitaire (très nombreux tout au long de la ligne de Nancy), le premier véhicule, de capacité très insuffisante, est pris d'assaut, ce qui ralentit beaucoup sa marche et amorce le cercle vicieux du retard (échanges en station entravés par l'affluence, fermeture des portes difficile, etc.). Il n'est donc pas rare de voir arriver au terminus trois, voire quatre, trams à la suite les uns des autres :
1. le premier, très en retard et surchargé ;
2. le deuxième, encore en retard et encore surchargé ;
3. le troisième, normalement chargé mais ralenti par le précédent ;
4. et le quatrième, à l'heure mais quasiment vide.

Cette situation récurrente conduit de nombreux usagers potentiels à se détourner des transports en commun en heure de pointe, la durée de trajet n'étant pas fiable (de 9  à   25 minutes pour un trajet donné (exemple de Exelmans → Brabois, à Nancy) auxquelles s'ajouteront de jusqu'à 12 minutes d'attente au lieu des 4  à   6 minutes prévues, soit un temps total de trajet allant de 9  à   37 minutes pour un même parcours).
Le réseau de Nancy a tenté, en octobre 2006, de remédier à cette irrégularité en instaurant une durée maximale d'ouverture des portes à l'arrivée en station de 30 secondes. Après cette limite, il n'est plus possible de les rouvrir, et le tram peut partir.[réf. nécessaire]
Ces problèmes de régularité sont en fait dus principalement à une sous-capacité de la ligne par rapport à la demande, le réseau possédant trop peu de rames. En effet, le problème serait similaire avec un tramway classique fer/fer. Le réseau de Nancy, avec une fréquence officielle d'un tram toutes les 5 minutes, pourrait en théorie mettre en circulation quelques nouvelles rames (dans une certaine limite puisqu'une ligne de tram devient difficile à gérer si la fréquence est inférieure à 2 minutes). Cependant, deux obstacles s'y opposent : celui du financement et celui de la disponibilité des rames chez le fabricant. En effet, puisqu'il s'agit d'un matériel expérimental sans suite, il n'est pas envisageable de procéder à une nouvelle mise en fabrication pour seulement quelques éléments [réf. nécessaire].

### Type de voie
Les voies se rapprochant plus du génie civil des routes que celui du ferroviaire, cela a pour effet de rendre quasi-impossible la mise en place d'obstacles infranchissables (pistes en gazon, fosses, ...) qui conduit à plus d'incivilités et non-respect du code de la route par emprunt de la voie par les cyclomoteurs, les cycles et les piétons. Ce problème tend à être solutionné par la présence de marquage au sol et l'implantation de poteaux centraux, rendant difficile d'accès la plateformes aux véhicules externes non guidés.

### Absence de normalisation du système
Les systèmes étant incompatibles entre eux et fermés, empêchant la concurrence (exemple : Translohr et TVR n'utilisent pas le même système de guidage ni le même système d'alimentation, (TVR étant équipé de perches pour Nancy), il est impossible de changer de fournisseur, chacun ayant son système bien spécifique, contrairement aux tramways sur fer, qui peuvent être compatibles entre eux sous réserve d'utiliser le même écartement (métrique ou standard), le même gabarit et la même tension d'alimentation. Cela pose un problème de pérennité du système à moyen terme, lors du remplacement des véhicules, d'appels d'offres pour de nouvelles rames ou en cas de constructions de nouvelles lignes par exemple (notamment en cas d'arrêt éventuel de la fabrication par l'un ou l'autre des fournisseurs).